# ホンダ・ラファーガ
ラファーガ（Rafaga）は、本田技研工業がかつて製造・発売していたセダン型の乗用車である。

## 概要
初代インスパイアから始まった独特のレイアウトで、直列5気筒エンジンをフロントミッドシップに縦置きしたFFミッドシップが採用され、5ナンバーサイズの4ドアセダンの車体が与えられた。開発テーマは『新しい存在感の創造』で、当時の国産2L級の車体が3ナンバーサイズに拡大するところを、全幅を広げず全高を上げたパッケージングで室内空間にゆとりを持たせた。
2代目アスコットの姉妹車で日本国内専用モデルであり、全幅は5ナンバーサイズに抑えたが、後述の2.5Lグレードは排気量の都合上3ナンバー登録となる。エンジンは2.0L（160PS／19.0kgf·m：「2.0E」,「2.0T」,「2.0S」）と2.5L（180PS／23.0kgf·m：「2.5S」）を用意された。いずれもSOHCの4バルブである。2.5Lは4速ATのみだが、2.0Lは5速MTも選択できた。基本的には初代インスパイアが搭載するエンジンと同じだが、各部の細かな変更を受けて、レギュラーガソリン仕様となった。サスペンションは4輪ダブルウイッシュボーンで「2.5S」はストラットタワーバーを装備している。
アスコットとは、フロントグリルや前後ランプ回りなどに違いが見られ、単純なバッジエンジニアリングによる兄弟車とはやや異なる味付けがなされていたが、基本メカニズムは両車とも共通で、2,000ccと2,500ccの直列5気筒DOHCエンジンをラインナップし、ファジー制御を採り入れたプロマテックIIの電子制御4速ATを基本として、2,000㏄車には5速MTも設定されており、車種構成も2,000㏄車が3グレード、2,500cc車が1グレードと共通で、グレード名も2代目アスコットと同じで、主要グレードにSRSデュアルエアバッグやABSなどがオプション設定されている点も共通している。
全長に対しホイールベースが長く、全高が高くトランクは短いハイデッキなスタイルとなっている。アスコットとの相違点として、ライト内部や側面窓枠のメッキモールが省略され、ブラックアウトされている。前後ウインカーレンズも、アスコットのクリア仕様に対し、オレンジ仕様となっている。フォグランプは、アスコットが丸型に対し、ラファーガは角型として差別化を図っている。
内装はこのクラスなりの質感で、グレード等によりウッドパネル（木目調）が付く。本革は「2.5S」にオプション。ドア内張りは窓枠下まで全面モケットで覆われ、ドア左右（前後）と中央の肘掛も同様となる。1994年から実施の新保安基準をクリアした安全設計だが、運転席、助手席エアバッグはABSとともに、サンルーフもセットオプションで選択できた。

## 初代 CE4/5型（1993-1997年）
- 1993年10月29日 - 2代目アスコットの登場とともに姉妹車として発売された。
- 1995年7月 - 専用フロントダンパーやリアスプリング、ストラットタワーバーやタイプRを除けばホンダ車で最も大きかった大型リアウイングを装着したCS（クルージング・スポーツ）が2リッターモデルに追加された。CSは2.5Lモデルでも開発が進められ、すでに仕上がっていた。しかし、営業サイドの意向で発売には至らなかった[2]。
- 1997年8月[3] - アスコットと共に生産終了。以降は在庫対応分のみの販売となる。
- 1997年9月ｰ アスコットと共に販売終了。後継はトルネオ。販売期間中の新車登録台数の累計は2万3305台[4]。

## 車名の由来
- 強く吹くという意味のスペイン語[5]。

## 販売店
- ベルノ店